# Mato Grosso Esporte Clube
Mato Grosso Esporte Clube é um clube brasileiro de futebol da cidade de Cuiabá, no estado de Mato Grosso, fundado em 1º de agosto de 1948 com o nome de Palmeiras Esporte Clube, até 2012 quando alterou seu nome ao atual.

## História
Embora o seu escudo ostente o ano fundação em 1948, pouca coisa se registra acerca de sua história. Entretanto, o time, que ganhou a Copa Giulite Coutinho, realizada em 1982 em Cuiabá, anos depois encerrou suas atividades, mas continuou habitando as conversas dos velhos boleiros e dos tradicionais cuiabanos, sempre voltando as atividades e desativando tudo repentinamente.
Jogava no Estádio Eurico Gaspar Dutra.
Visando obter um espaço de marketing melhor, em 2012, o vice-presidente do clube decidiu alterar o nome do clube, pois como se referia a um time de âmbito nacional, muitas pessoas não torciam por este fato de envolver um nome adversário.
Foi então que o vice-presidente decidiu alterar para Mato Grosso Esporte Clube, por ser um nome forte e trazer as raízes do esporte mato-grossense.
Tinha como maiores rivais as equipes do Americano-MT e Clube Atlético Matogrossense. 

## Símbolos

### Mascote
Até a mudança de nome, o mascote do Palmeiras, tal como o seu homônimo paulista, é o periquito, chamado de "Periquito do Porto", pois o Palmeiras instalou-se no antigo Bairro do Porto, na cidade de Cuiabá. Com a mudança, agora o mascote é o gavião, como forma de dizer que o gavião é mais forte e da "bicadas mais forte que o periquito", agora sendo chamado de "Gavião do Cerrado".

### Cores
As cores também foram alteradas: de verde e branco predominante do Palmeiras, passaram a ser vermelho, amarelo, azul e preto.

## Títulos
Campeão Invicto
| ESTADUAIS | ESTADUAIS                              | ESTADUAIS | ESTADUAIS  |
|           | Competição                             | Títulos   | Temporadas |
| --------- | -------------------------------------- | --------- | ---------- |
|           | Campeonato Mato-Grossense - 2ª Divisão | 1         | 2008       |
|           | Copa Giulite Coutinho                  | 1         | 1982       |
| MASTER    |                                        |           |            |
|           | Competição                             | Títulos   | Temporadas |
|           | XV Copa Gazeta Master/Veteranos        | 1         | 2008       |

## Estatísticas

### Participações
|  | Participações em 2020 |

| Competição  | Competição                | Temporadas | Melhor campanha        | Anos                                                  | P | R |
| Mato Grosso | Campeonato Mato-Grossense | 41         | Vice-campeão (3 vezes) | 1952-1972, 1977-1988, 1999-2000, 2008-2010, 2012-2014 |   | 3 |
| Mato Grosso | 2ª Divisão                | 2          | Campeão (2008)         | 2008, 2011                                            | 2 |   |